# Parrano
Parrano ist eine italienische Gemeinde mit 477 Einwohnern (Stand 31. Dezember 2023) in der Provinz Terni in der Region Umbrien.

## Geografie

Lage der Gemeinde Parrano in der Provinz Terni

Die Gemeinde erstreckt sich über rund 40 km². Sie liegt etwa 35 km südwestlich der Regionalhauptstadt Perugia und rund 50 km nordwestlich der Provinzhauptstadt Terni in der klimatischen Einordnung italienischer Gemeinden in der Zone E, 2167 GR/G. Sie ist Teil der Comunità montana Monte Peglia e Selva di Meana und liegt am Chiani, einem Nebenfluss des Tiber. Die Kirchen des Gemeindegebietes gehören zum Bistum Orvieto-Todi.
Zu den Ortsteilen gehören Cantone (512 m, ca. 50 Einwohner) und Pievelunga (488 m, ca. 25 Einwohner). Weitere Weiler und Örtlichkeiten sind  Contrada Verciano und Frattaguida. Im Hauptort leben etwa 330 Einwohner.
Die Nachbargemeinden sind Ficulle, Montegabbione und San Venanzo.

## Geschichte
Die rund zwanzig Grotten, die heute „Tane del diavolo“ (dt. Teufelshöhlen) genannt werden, entstanden zwischen der späten Altsteinzeit und der Bronzezeit. Um das 6. bis 5. Jahrhundert waren die Etrusker anwesend, wie die 1993 entdeckten etruskischen Gräber (Tombe di Soriano) zeigen. Danach hatten die Römer in Parrano Siedlungen. 1118 gab der Bischof von Orvieto, Guglielmo, die Lehensrechte und die Burg an Bernardo Bulgarello. Diese Vereinbarung wurde 1172 vom orvieter Bischof Rustico durch die Carta convenientie et trasactionis que facta est inter Rusticum Urbevetanum Episcopum et Ranerium Comitem filium Bulgarelli de castro Parrani erneuert. Später wurden die Grafen der Familie Di Marsciano hier Lehensherren. 1518 verheirateten sich die Marsciano mit den Baglioni, um 1531 mit den Marescotti, die bis 1740 in Parrano blieben. Bis auf die Ausnahme der Napoleonischen Besatzung übernahm der Kirchenstaat die Herrschaft, die bis 1816 anhielt, als Orvieto den Ort übernahm und bereits ein Jahr später Ficulle weitergab. 1927 wurde der Ort in die neugegründete Provinz Terni eingeteilt.

## Sehenswürdigkeiten

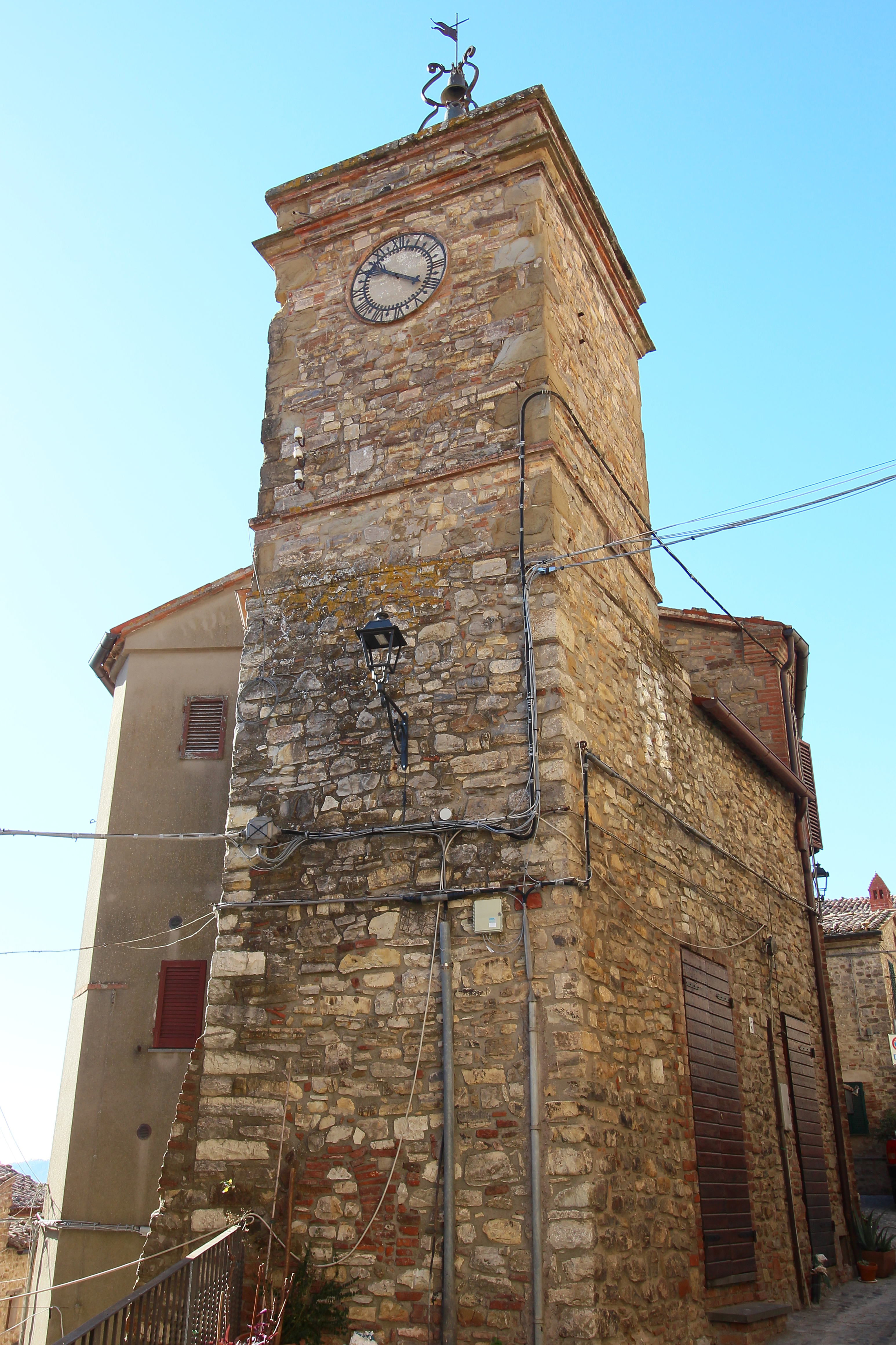
Torre dell’Orologio

- Wehrmauern des Ortskerns mit den Wehrtoren Porta di Piazza (östliches Tor) und Porta Ripa (westliches Tor).[5]
- Santa Maria Assunta, Kirche im Ortskern, die erstmals 1573 von Alfonso Binarini, Bischof von Rieti, erwähnt und 1632 neu errichtet wurde[6]
- Santa Maria delle Grazie, Kirche kurz außerhalb des Ortskerns.
- Santa Maria della Neve, früher auch Vergine Maria del Marrocolo oder Madonna del Morrocolo (Madonna del Miracolo) genannt, Kirche nahe dem Ortsteil Frattaguida, die erstmals 1573 von Alfonso Binarini erwähnt wurde. Enthält Fresken aus dem 16. Jahrhundert.[7][8]
- Torre dell’Orologio, Uhrturm im Ortskern.
- Sant’Erasmo, Kirche im Ortsteil Pievelunga, die 1028 als Chiesa di Montelungo dokumentiert wurde.[9]
- Presentazione di Maria Santissima, Kirche im Ortsteil Cantone, die aus der Mitte des 17. Jahrhunderts stammt.[10]
- Tane del Diavolo, Höhlen aus der Altstein- und Bronzezeit

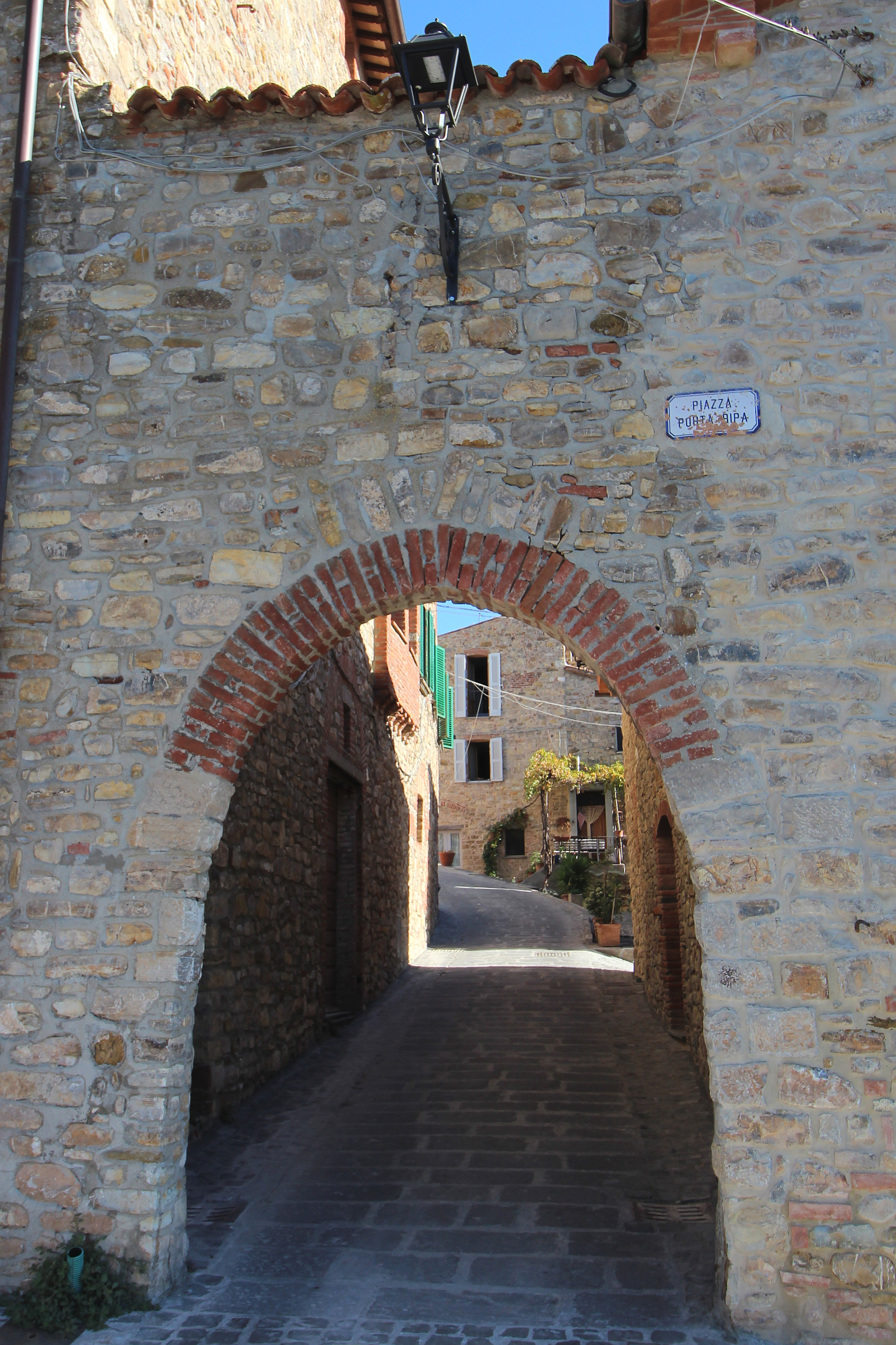
Porta Ripa
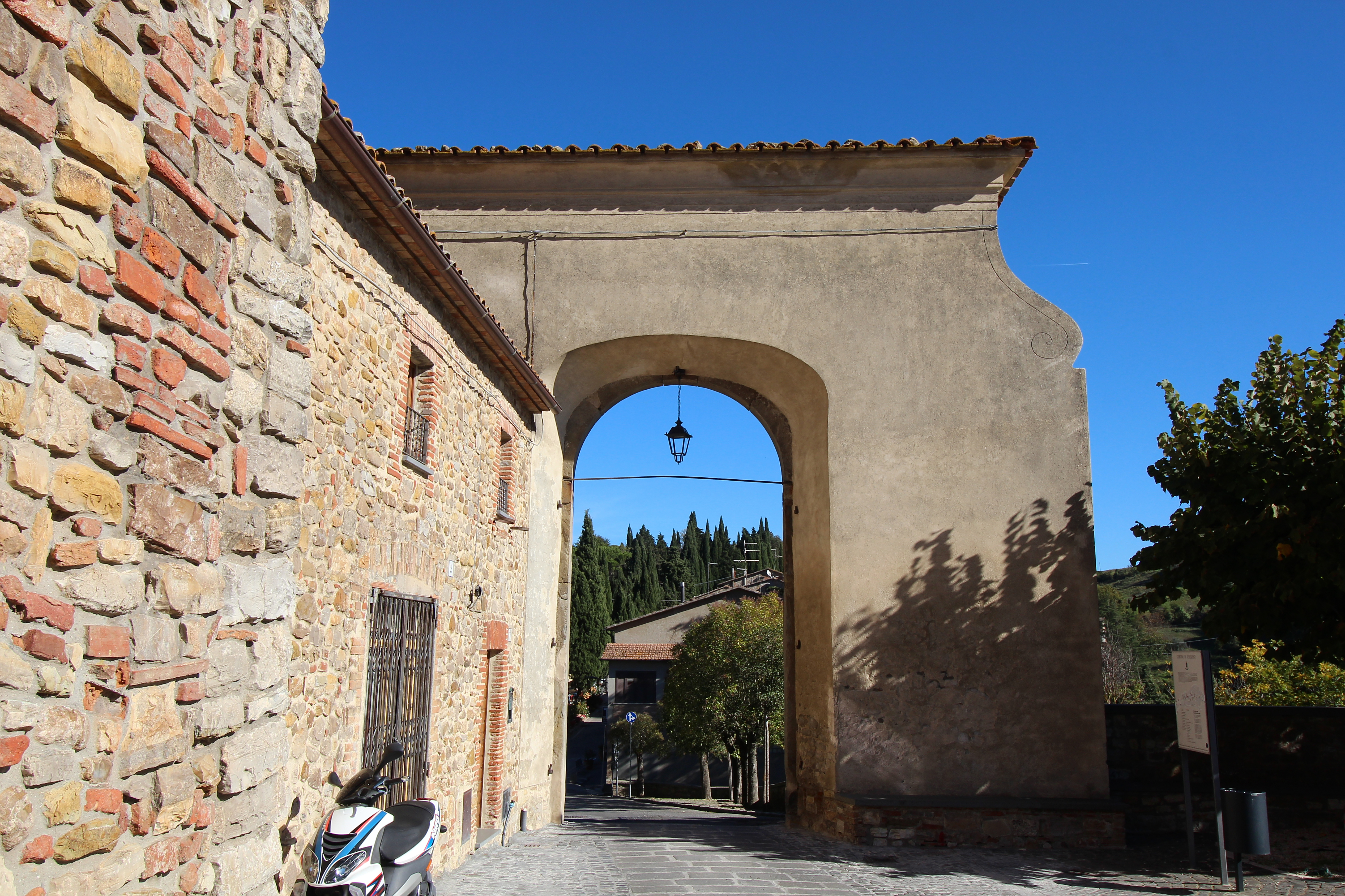
Porta Piazza
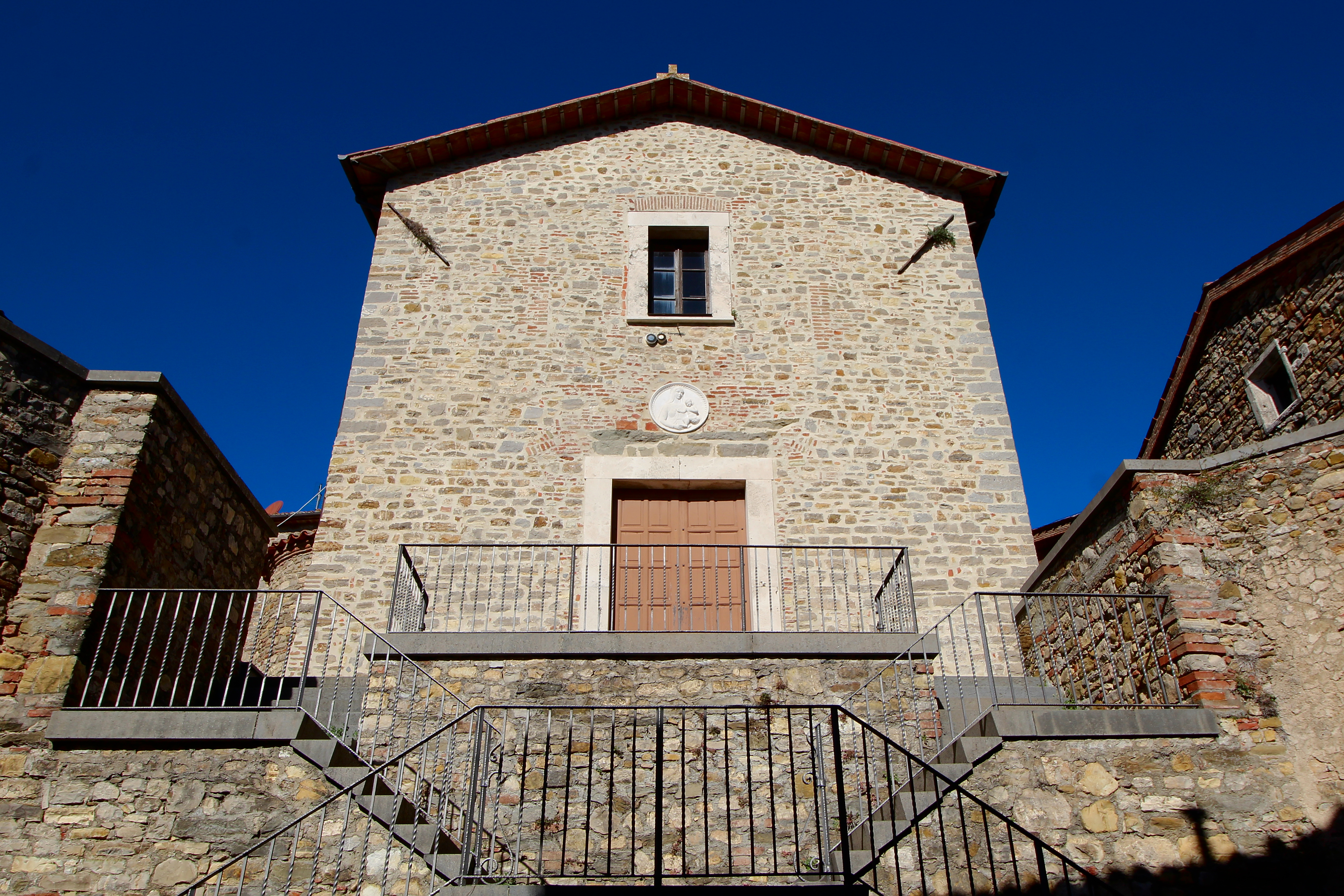
Santa Maria Assunta
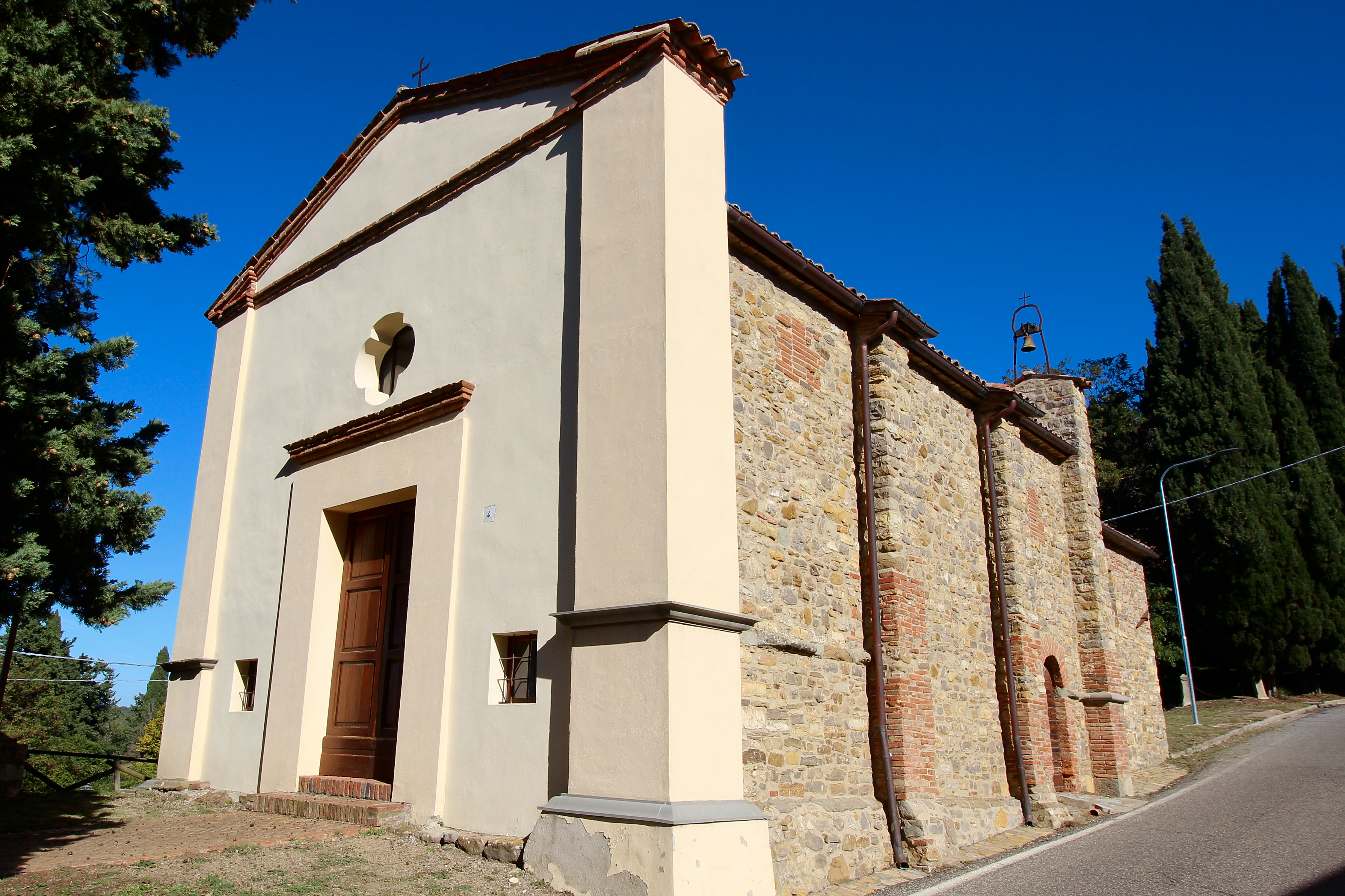
Santa Maria delle Grazie
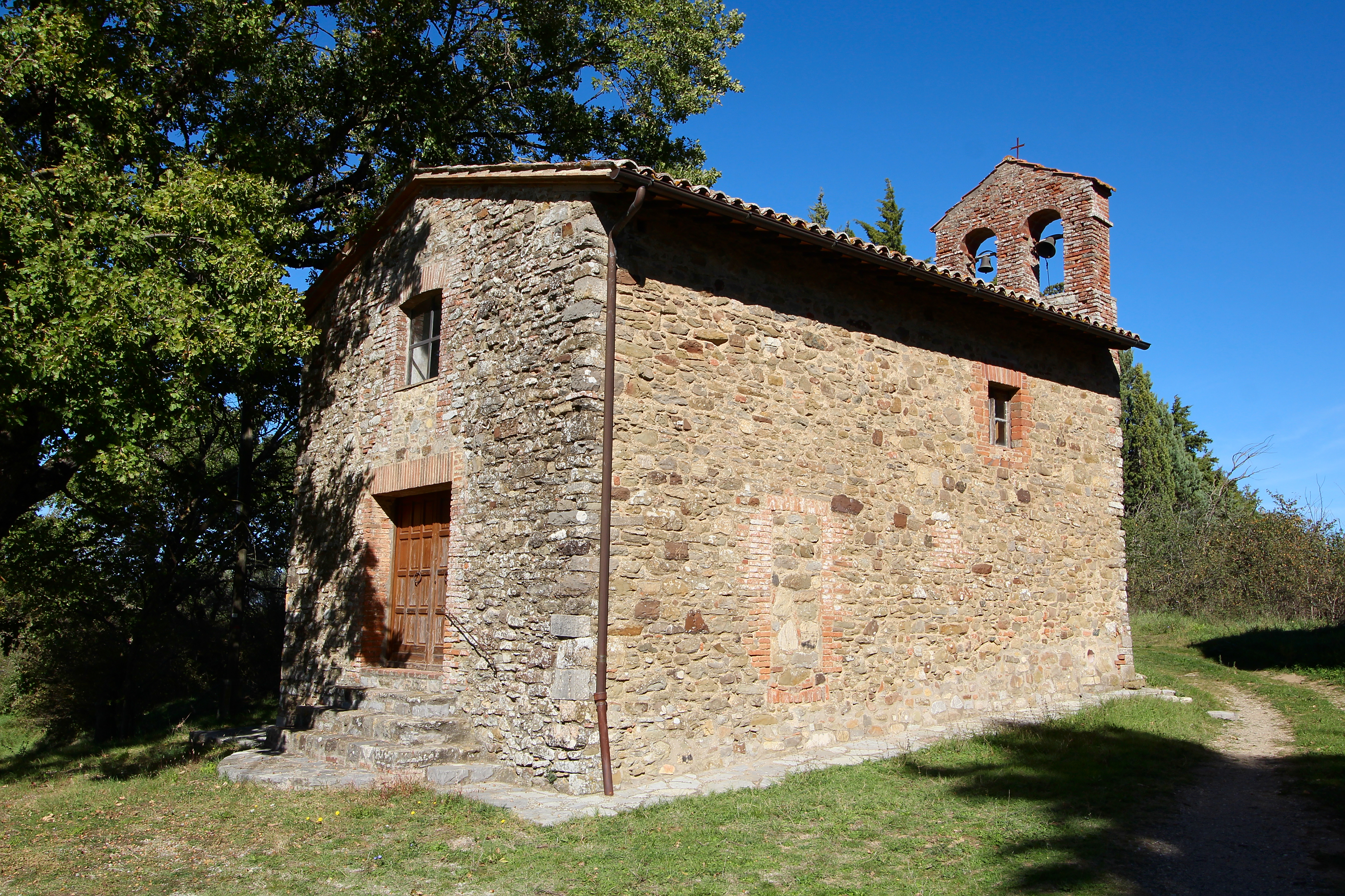
Santa Maria della Neve, Frattaguida

## Söhne und Töchter der Gemeinde
- Carlo Maccari (1913–1997), Erzbischof
- Sante De Sanctis (1862–1935), Arzt, Psychiater und Psychologe